# Nyūzen, Toyama
Nyūzen (入善町 Nyūzen-machi) là thị trấn thuộc huyện Shimoniikawa, tỉnh Toyama, Nhật Bản. Tính đến ngày 1 tháng 10 năm 2020, dân số ước tính thị trấn là 23.839 người và mật độ dân số là 335,1 người/km2. Tổng diện tích thị trấn là 71,25 km2.

## Địa lý

### Đô thị lân cận
- Toyama
  - Kurobe
  - Asahi

## Giao thông

### Đường sắt
- Tuyến đường sắt Ainokaze Toyama
  - Nishi-Nyūzen - Nyūzen

### Cao tốc/Xa lộ
- Cao tốc Hokuriku
  -  Quốc lộ 8